# Controvérsias em torno de Mortal Kombat

Noob Saibot executando seu "Make-A-Wish" Fatality em Jade em Mortal Kombat (2011). Os gráficos 3D mais realistas desta edição e a popularidade renovada de Mortal Kombat trouxeram a série de volta ao centro das controvérsias após anos de relativa obscuridade e de ter sido ofuscada por outros jogos violentos, como Grand Theft Auto.

A série de jogos de luta Mortal Kombat, criada por Ed Boon e John Tobias, tem sido alvo de várias controvérsias desde sua criação em 1992. Em particular, Mortal Kombat tem frequentemente sido criticado por um amplo espectro de políticos e outros críticos por seu uso desenfreado de violência gráfica e sangrenta, tanto nas cenas de combate regulares quanto em suas Fatalities — movimentos finais que permitem ao jogador matar ou mutilar os oponentes derrotados.
A natureza violenta da série, uma das primeiras do gênero, levou à criação e à presença contínua do ESRB em 1994, além de outros órgãos de classificação de jogos eletrônicos. Diversos jogos de Mortal Kombat foram censurados ou proibidos em vários países, e a franquia foi alvo de vários processos judiciais. Na Alemanha, muitos títulos de Mortal Kombat foram indiciados ou banidos. Mortal Kombat (2011) também é proibido na Coreia do Sul e foi banido na Austrália até fevereiro de 2013, enquanto Mortal Kombat 11 é proibido na Indonésia, no Japão, na China continental e na Ucrânia.

## Controvérsias e censura
No último ano, alguns jogos muito violentos e ofensivos alcançaram destaque, e, claro, estou falando de Mortal Kombat e Night Trap.

Nintendo da América vice-presidente Howard Lincoln, testemunhando perante o Congresso dos Estados Unidos sobre a controvérsia da violência em videogames em 1993
A série Mortal Kombat, particularmente suas Fatalities, foi fonte de grande controvérsia na época de seu lançamento.
Um pânico moral em torno da série, alimentado pela indignação da grande mídia, resultou em uma audiência no Congresso dos Estados Unidos e ajudou a pavimentar o caminho para a criação do sistema de classificação do ESRB. Em 2010, o co-criador e produtor de longa data de Mortal Kombat, Ed Boon, revelou que, na verdade, simpatizava com grande parte da indignação e admitiu: "Eu não gostaria que meu filho de dez anos jogasse um jogo assim."

### Audiência de 1993 no Congresso e resposta
Em algumas ocasiões, houve trapaças que desbloqueavam conteúdo tabu e causavam preocupação entre os seguidores devotos de Mary Whitehouse. Mortal Kombat tinha violência sangrenta como recurso padrão nos fliperamas, mas quando chegou aos consoles domésticos, o sangue precisava ser ativado com um código. Todas as versões tinham esse recurso, com exceção das versões nos consoles da Nintendo, devido às diretrizes de conteúdo. Mortal Kombat tornou-se um dos jogos-chave que levaram às audiências do Senado dos EUA em 1993 sobre violência em videogames, o que levou à criação do ESRB. Enquanto a Nintendo orgulhosamente divulgava seu Mortal Kombat menos violento, o apelo do lucro foi maior e Mortal Kombat II foi lançado com sangue em todos os formatos.

"Sex and violence", Retro Gamer
Durante a audiência no Congresso dos EUA sobre violência em videogames, o senador Herb Kohl do Partido Democrata, trabalhando com o senador Joe Lieberman, tentou ilustrar por que a regulação do governo sobre jogos eletrônicos era necessária exibindo trechos de Mortal Kombat e Night Trap (outro jogo com atores digitalizados). Convidado como especialista, o professor Eugene F. Provenzo comentou que tais jogos "têm gráficos praticamente de nível de TV [mas] são esmagadoramente violentos, sexistas e racistas." A Nintendo recusou-se a permitir gore no lançamento de Mortal Kombat para seu sistema doméstico devido à sua política de triagem de conteúdo. Enquanto isso, a rival Sega lançou o jogo com sua classificação MA-13, resultando em grande sucesso comercial quando milhões de consumidores escolheram sua versão em vez da da Nintendo. Os representantes da Nintendo tentaram usar esse fato para atacar a Sega durante as audiências.
Em resposta a esses acontecimentos, a divisão espanhola da Sega cancelou o lançamento de sua versão de Mortal Kombat na Espanha, temendo que o jogo gerasse tanta controvérsia lá quanto nos Estados Unidos e no Reino Unido. Lieberman foi um dos primeiros políticos a manifestar preocupações sobre Mortal Kombat em 1993 e continuou sendo um dos críticos mais assíduos de jogos eletrônicos violentos. Posteriormente, ele referenciou a série e DOOM em uma declaração de 1996, quando se juntou a Kohl e ao psicólogo David Walsh em uma campanha para informar o Congresso sobre a nova onda de jogos violentos, como Resident Evil.
Durante os anos 2000, entretanto, a controvérsia em torno da série diminuiu significativamente. Em 2006, um escritor da Associated Press Lou Kesten escreveu que, embora Lieberman tenha permanecido "um dos críticos mais persistentes da indústria de videogames, Mortal Kombat não é mais o ponto focal do debate sobre violência em games. Sua forma de briga mano a mano é considerada meio antiquada hoje, agora que títulos como Grand Theft Auto oferecem o massacre indiscriminado de civis inocentes." A revista Time comentou em 2012 que "a razão pela qual o clássico de 1992 continua seminal é porque quebrou um tabu implícito sobre o que era aceitável colocar em um jogo."

### Classificação indicativa, proibições e censura
Acho que muita atenção que o jogo recebeu em relação à sua violência veio de pessoas que nunca jogaram e não conheciam realmente o assunto. Elas não olhavam como jogadores, mas como observadores externos que não jogam o produto. Mesmo com jogos hoje, se alguém que não o joga vê trechos, a reação é diferente de realmente sentar e experimentar o jogo. Fora de contexto, parece pior do que realmente é.

co-criador de Mortal Kombat, John Tobias
Assim como no primeiro jogo, o conteúdo extremamente sangrento de Mortal Kombat II tornou-se alvo de controvérsia em relação à violência em videogames. Mortal Kombat II foi censurado em sua versão original no Japão, onde a Nintendo insistiu em mudar o sangue de vermelho para verde e tornar a tela em preto e branco para todos os movimentos letais de Fatality. A reação negativa que a Nintendo recebeu por sua própria censura ao primeiro Mortal Kombat, no entanto, orientou as práticas comerciais futuras da empresa, e, portanto, a sequência e os jogos seguintes da série foram lançados por eles sem censura.
Em 2009, o desenvolvedor e editor Midway Games foi obrigado a amenizar o movimento final do Coringa para garantir a classificação T do ESRB para Mortal Kombat vs. DC Universe. Em 2010, a política Social-Democrata suíça Evi Allemann fez campanha sem sucesso para proibir Mortal Kombat, Manhunt e jogos apresentando "atos cruéis de violência" interativos na Suíça.
A reinicialização de 2011, Mortal Kombat, foi proibida por lei em vários países, incluindo totalmente na Austrália e na Coreia do Sul. O ministro de Assuntos Internos Brendan O'Connor solicitou ser informado sobre a decisão, citando "preocupação pública com a questão", e o jogo foi eventualmente liberado no país em 2013, quando a classificação R18+ entrou em vigor.

#### Alemanha
Na Alemanha, diversos títulos da série foram adicionados à Lista de mídias prejudiciais a menores pela Agência Federal de Proteção da Criança e do Jovem na Mídia entre 1994 e 2013, e alguns títulos chegaram a ser confiscados pelos tribunais.
Jogos nesta lista não podem mais ser oferecidos ou vendidos a menores, e tais títulos não podem mais ser anunciados publicamente.
- Mortal Kombat (1992) foi adicionado à lista em março de 1994 e confiscado em novembro de 1994. Foi removido da lista em março de 2020.[31][32]* Mortal Kombat II foi adicionado à lista em setembro de 1994 e confiscado em fevereiro de 1995. Foi removido da lista em março de 2020.[31][32]
- Mortal Kombat 3 foi adicionado à lista em novembro de 1995 e confiscado em junho de 1997. Foi removido da lista em agosto de 2020.[33][34]
- Ultimate Mortal Kombat 3 foi adicionado à lista em agosto de 2000. Foi removido da lista em setembro de 2024.[33][35]
- Mortal Kombat Trilogy foi adicionado à lista em fevereiro de 1997. Foi removido da lista em fevereiro de 2022.[36]
- Mortal Kombat 4 foi adicionado à lista em julho de 1998. Foi removido da lista em junho de 2023.[37][38]
- Mortal Kombat Mythologies: Sub-Zero foi adicionado à lista em julho de 1998. Foi removido da lista em junho de 2023.[37][38]
- Mortal Kombat: Shaolin Monks foi adicionado à lista em abril de 2007. Foi removido da lista em maio de 2023.[39][40]
- Mortal Kombat: Armageddon foi adicionado à lista em janeiro de 2007. Foi removido da lista em maio de 2023.[41][42]
- Mortal Kombat (2011) foi adicionado à lista em maio de 2011 e confiscado em janeiro de 2013. Foi removido da lista em julho de 2024.[43][44]
- Mortal Kombat X foi o primeiro título da série a receber classificação 18 anos pelo USK e, portanto, pôde ser vendido livremente.[45]

Desde 2020, vários títulos têm sido gradualmente removidos da Lista de mídias prejudiciais a menores e os confiscos foram levantados.
Em 27 de setembro de 2024, Ultimate Mortal Kombat 3, o último título remanescente na série Mortal Kombat, foi removido da Lista de mídias prejudiciais a menores.

### Legislação
O Senado da Austrália realizou uma investigação em resposta ao Mortal Kombat original, à Time Killers e a Night Trap, bem como à cobertura da mídia; a investigação do Senado levou ao Commonwealth Classification Act, que entrou em vigor em 1º de março de 1995, e introduziu o Australian Classification Board. Quase exatamente 18 anos depois, o Conselho baniu o jogo Mortal Kombat de 2011 por suas "representações explícitas de desmembramento, decapitação, evisceração e outras formas brutais de carnificina." A editora do jogo, Warner Bros. Interactive, recorreu, mas o recurso foi rejeitado. Contudo, após a introdução de um sistema de classificação apenas para adultos em 2013, a proibição foi revertida na Austrália e o jogo recebeu classificação R18+ sem cortes.
Em 1998, a Câmara dos Representantes da Flórida teve um projeto de lei patrocinado por Barry Silver para regular a violência em videogames, o qual, segundo ele, "[afetou] o tecido moral de nossa juventude." Os proponentes iniciais incluíram o governador democrata Lawton Chiles (que alegou que jogos violentos podem se tornar "um manual de instruções para assassinato e caos") e o professor Murray Krantz da Universidade Estadual da Flórida, especialista em desenvolvimento infantil. Eventualmente, o projeto obteve apoio de mais de 50 legisladores e de vários grupos, desde a Associação de Pais e Mestres da Flórida até a Coalizão Cristã da América. Após assistirem a uma gravação de gameplay de um dos jogos Mortal Kombat, o Comitê de Regras e Regulamentações Governamentais aprovou o projeto por unanimidade. Oponentes, como Doug Lowenstein, fundador e presidente da Associação de Software de Entretenimento Digital Interativa (IDSA), consideraram o projeto inconstitucional, violando a Primeira Emenda e sua garantia de liberdade de expressão.
Em 2002, o Juiz Distrital dos Estados Unidos Stephen N. Limbaugh Sr. decidiu que videogames não são discurso e, portanto, não merecem proteção da Primeira Emenda, baseado em parte em sua análise de quatro jogos, incluindo Mortal Kombat, incorretamente nomeado como "Mortal Combat" nos documentos do tribunal.
Em 2005, a Califórnia aprovou uma lei estadual proibindo a venda de videogames violentos para menores, proposta e defendida pelo então Governador da Califórnia Arnold Schwarzenegger. Contudo, a proibição foi derrubada por voto de 7 a 2 na Suprema Corte dos Estados Unidos no caso Brown v. Entertainment Merchants Association em 2011. O tribunal decidiu que "videogames qualificam-se para proteção da Primeira Emenda", tornando a lei inconstitucional. A opinião majoritária afirmou: "Ler Dante é indiscutivelmente mais culto e intelectualmente edificante do que jogar Mortal Kombat. Mas essas diferenças culturais e intelectuais não são constitucionais. Videogames violentos, programas de TV sensacionalistas e romances e revistas baratos não são menos formas de discurso do que A Divina Comédia, e restrições a eles devem resistir ao escrutínio rigoroso." A juíza Elena Kagan chegou a chamar Mortal Kombat de "um jogo icônico, no qual tenho certeza de que metade dos estagiários que trabalham conosco passou considerável tempo durante a adolescência jogando."

## Casos judiciais

### Daniel Pesina v. Midway Manufacturing Co.
Em 1996, o ator Daniel Pesina (que interpretou Johnny Cage, Sub-Zero, Scorpion, Reptile, Smoke e Noob Saibot nos dois primeiros jogos) processou a Midway Games, a Williams Electronics Games (WMS Industries), a Acclaim Entertainment, a Nintendo e a Sega. Ele alegou "que todos os réus usaram sua persona, nome e semelhança sem autorização na versão doméstica de Mortal Kombat e Mortal Kombat II e nos produtos relacionados." O caso foi julgado no Tribunal Distrital dos EUA para o Distrito Norte de Illinois com a juíza Elaine E. Bucklo presidindo. O tribunal concluiu que "o suposto uso do nome, semelhança ou persona de artista marcial em um jogo de vídeo de artes marciais não violou seu direito comum de publicidade."

### Philip Ahn, Elizabeth Malecki e Katalin Zamiar v. Midway Manufacturing, et al.
Em 1997, os atores Philip Ahn (Shang Tsung), Elizabeth Malecki (Sonya Blade) e Katalin Zamiar (Kitana, Mileena e Jade) processaram a Midway Games, a Williams Electronics Games, a Acclaim Entertainment, a Nintendo e a Sega por uso não autorizado de suas semelhanças. Eles buscaram "a constituição de um trust construtivo sobre todos os valores que os réus receberam e continuem a receber em decorrência da violação de seus deveres para com os autores." Alegaram "que haviam modelado apenas para o fliperama, não para as versões domésticas ou portáteis." Com o juiz Robert William Gettleman no tribunal, perderam em todas as contagens por terem consentido com as filmagens e porque a coreografia não foi criada por eles."

### Wilson v. Midway Games, Inc.
Em 1997, o adolescente Noah Wilson, de treze anos, foi morto por Yancy Salazar, também de treze. Salazar esfaqueou Wilson no peito, atingindo sua aorta, e ele morreu após intensa perda de sangue. A mãe, Andrea Wilson, alegou que Salazar estava "obcecado" por Mortal Kombat e achava-se o personagem Cyrax, executando uma Fatality que não existe. Com a juíza Janet Bond Arterton presidindo, o caso foi julgado no Tribunal Distrital dos EUA para o Distrito de Connecticut. O tribunal decidiu que "a queixa de Wilson não apresentou base para concessão de alívio."

### Processos de royalties relacionados à aquisição de ativos da Midway pela Time Warner em 2009
Em 2009, Lawrence Kasanoff, produtor dos filmes, da série de TV, das trilhas sonoras e do show ao vivo de Mortal Kombat, e sua empresa Threshold Entertainment, processaram a Midway em tribunal de falências, alegando direitos de propriedade intelectual sobre a franquia. Tentaram bloquear uma oferta de US$ 33 milhões da Time Warner (cuja New Line Cinema fez os filmes dos anos 1990). Dois outros processos por royalties não pagos foram movidos entre 2000–2004 e 2005–2008. Em 2011, o juiz Ronald M. Sohigian, da Corte Superior de Los Angeles, concedeu a Kasanoff apenas US$ 14 981, rejeitou demais reivindicações e ordenou que a Threshold pagasse US$ 25 412 em honorários à Time Warner, Inc., por ser "parte vencedora". Kasanoff recorreu da decisão e da negativa de júri.